# Pierre Bosquet

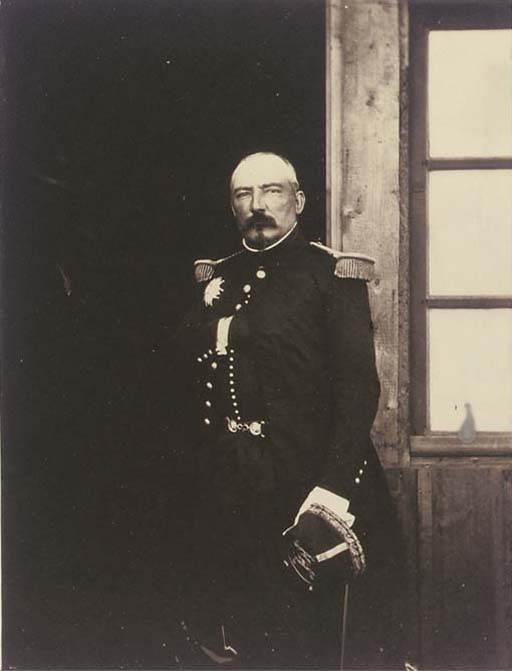
General Bosquet, 1855

Pierre-François-Joseph Bosquet (* 8. November 1810 in Mont-de-Marsan, Landes; † 5. Februar 1861 in Pau) war ein Marschall von Frankreich und kämpfte in Algerien und im Krimkrieg.

## Leben
Bosquet wurde auf der École polytechnique in Paris und auf der Applikationsschule in Metz ausgebildet. Er trat 1834 als Unterleutnant in die Armee in Algerien ein. 1847 wurde er Oberst eines Linieninfanterieregiments. 1848 erhielt er das Kommando der Subdivision Orléansville und im August desselben Jahrs wurde er zum Brigadegeneral ernannt. Als solcher eröffnete er 1851 den Feldzug gegen die Kabylen mit der Erstürmung des Passes über den Menegal.
Im August 1853 zum Divisionsgeneral befördert, erhielt er beim Ausbruch des Krimkrieges das Kommando der 2. Infanteriedivision der Orientarmee. In der Schlacht an der Alma entschied er den Sieg, indem er die von den Russen für unzugänglich gehaltenen Höhen bei ihrem linken Flügel erstieg. Als Kommandeur eines Observationskorps, das einen Entsatzangriff auf die Belagerer vor Sewastopol abzuwehren hatte, trug er wesentlich zu den Ergebnissen der Schlacht von Balaklawa und der Schlacht von Inkerman bei, wo die von der Übermacht bedrängten Engländer durch sein rechtzeitiges Erscheinen gerettet wurden.
Am 10. Januar 1855 mit dem Kommando des II. Korps der Orientarmee betraut, nahm er in der Nacht vom 23. zum 24. Februar die russischen Gegengräben, die die französischen Belagerungsarbeiten bedrohten, wirkte bei Erstürmung des Grünen Mamelon (Mamelon vert) wesentlich mit und leitete beim großen Sturm der Verbündeten auf Sewastopol (8. September) den Angriff auf der rechten Flanke gegen den Malakowabschnitt. Dabei erhielt er jedoch durch einen Bombensplitter eine schwere Wunde in der Hüfte, so dass er sofort nach Frankreich zurückkehren musste.
Nach seiner Heimkehr wurde Bosquet im Februar 1856 zum Senator und am 18. März 1856 zum Marschall von Frankreich ernannt und erhielt 1858 das Oberkommando in Toulouse. Er starb aber nach langer Krankheit am 5. Februar 1861.